# Masanori Morita
Masanori Morita (森田 まさのり, Morita Masanori) est un auteur japonais de mangas né le 22 décembre 1966.
Il a publié pour la première fois en 1984, puis a été l'assistant de Tetsuo Hara sur le manga Hokuto no Ken.

## Œuvres
Parues en France :
- 1988 - 1997 : Racaille Blues
- 1998 - 2003 : Rookies
- 2007 : Shiba Inu : recueil de nouvelles

Non parues en France : 
- 1987 : bachi-atari rock
- 2005 : Beshari Kurashi ja:べしゃり暮らし
- 2008 : HELLO BABY (avec Takeshi Obata)